# Mesamphiagrion laterale
Mesamphiagrion laterale là một loài chuồn chuồn kim trong họ Coenagrionidae.
Mesamphiagrion laterale được Selys miêu tả khoa học năm 1876.